# Maarten de Wit
Maarten de Wit (Wormerveer, 30 de maio de 1883 — 30 de março de 1955) foi um velejador neerlandês, medalhista olímpico. Ele competiu nos Jogos Olímpicos de Verão de 1928 na classe 8 Metre e conquistou a medalha de prata na disputa realizada a bordo do Hollandia com Johannes van Hoolwerff, Lambertus Doedes, Hendrik Kersken, Cornelis van Staveren e Gerard de Vries Lentsch.
De Wit era filho de Simon de Wit (1852–1934), fundador da rede de supermercados que levava seu nome, da qual Maarten era diretor. Seu filho, Simon de Wit (1912–1976), que foi CEO de 1943 a 1964, também foi um velejador e remador de sucesso e foi Chef d'équipe da Equipe Olímpica Holandesa de Vela em 1952, 1956 e 1960.